# 天士力駅
天士力駅（てんしりょく-えき）は中華人民共和国天津市北辰区に位置する天津地下鉄3号線の駅。

## 駅構造
- 島式ホーム1面2線の地下駅で、ホームドア完備。出口はB～Cの2箇所ある。

## 歴史
- 2012年10月1日 - 開業。[1]

## 隣の駅
■天津地下鉄3号線
宜興埠駅 - 天士力駅 - 華北集団駅

## 参考
1. ↑  “地铁2、3号线公示最新站名 2号线：曹庄—空港”.   天津北方網. 2017年3月4日閲覧。